# Finland (Minnesota)
Finland is een gemeentevrij gebied in Lake County, Minnesota, Verenigde Staten, wat bestuurlijk valt onder Crystal Bay
Het gebied ligt noordelijk van Silver Bay langs State Highway 1, ongeveer 10 kilometer landinwaarts van het Bovenmeer, en het is een gemeentevrij dorp dat in 1895 door voornamelijk Finse immigranten werd begonnen. In 2010 bedroeg de bevolking 628 personen, daarmee is de bevolkingsdichtheid 1,9 / km2
Finland heeft een tankstation, een motel, een supermarkt, een buurtcentrum in aanbouw, twee Lutherse kerken, vier cafés, een postkantoor, een vestiging van Organic Consumers Association en Wolf Ridge Environmental Learning Center.
Tussen het einde van de negentiende eeuw en de jaren vijftig van de twintigste eeuw was Finland een populaire bestemming voor immigranten uit Finland. Tot de dag van vandaag is de meerderheid van Finse afkomst.

## Bron
- Vertaling van deze versie van het artikel op de Engelse Wikipedia